# Teste de proficiência em coreano
TOPIK (한국어 능력 시험) é a abreviação para Test of Proficiency in Korean (Teste de proficiência em língua coreana), que é o teste ministrado pelo KICE (Korea Institute of Curriculum and Evaluation) aos não-nativos de língua coreana para medir o grau de conhecimento sobre o idioma. O teste é oferecido duas vezes por ano em diversos países.
O teste é dividido em quatro partes (vocabulário - gramática, redação, áudio e leitura).
Cada parte tem um valor máximo de 100 pontos, totalizando 400 pontos no total. O resultado final é a média das quatro partes. Atualmente não existe avaliação oral. Existem três versões do teste (iniciante, intermediário e avançado).

## Os níveis
Até o ano de 2005, havia seis testes diferentes. Um para cada nível, sendo o nível 1 o mais fácil e o nível 6 o mais difícil. A partir do ano de 2006, os níveis 1 e 2 se fundiram no nível básico (초급), os níveis 3 e 4 no intermediário (중급) e os níveis 5 e 6 no avançado (상급) - passando assim de seis diferentes testes para apenas três, com dois níveis cada um.
Os níveis de cada candidato são definidos pela pontuação nos testes.
Teste básico: mais de 50% → nível 1; mais de 70% → nível 2
Teste intermediário: mais de 50% → nível 3; mais de 70% → nível 4
Teste avançado: mais de 50% → nível 5; mais de 70% → nível 6

## Validade
Os resultados das provas são válidos por dois anos a partir da data de anúncio dos resultados.

## Provas
TOPIK I é a prova de nível básico que contém duas possíveis notas, enquanto o TOPIK II é uma combinação de níveis intermediários e avançados com quatro possíveis notas. A avaliação se baseia no total de pontos adquiridos.
| Nível de Exame | Nível   | Pontuação para aprovação | Critério de avaliação |
| -------------- | ------- | ------------------------ | --- |
| TOPIK I        | Nível 1 | 80 pontos                | Capaz de realizar conversas básicas relacionadas ao dia a dia como se apresentar, fazer compras, e para entender conteúdos relacionados a assuntos como família, hobbies, tempo e entre outros. Capaz de criar frases simples utilizando aproximadamente 800 palavras de vocabulário básico e possuir compreensão da gramática básica. Capaz de entender e compor frases simples com conteúdos relacionados ao cotidiano.                 |
| TOPIK I        | Nível 2 | 140 pontos               | Capaz de realizar conversas simples relacionadas à rotinas diárias como fazer ligações telefônicas e pedir favores, assim como utilizar instalações públicas na vida cotidiana. Capaz de usar cerca de 1500 à 2000 palavras de vocabulário. Capaz de usar expressões formais e informais de acordo com a situação. |
| TOPIK II       | Nível 3 | 120 pontos               | Capaz de realizar as funções linguísticas básicas para o uso de instalações públicas e manter relacionamentos sociais, não sofrendo de dificuldades significativas no cotidiano. Capaz de expressar ou entender assuntos com os quais esteja familiarizado, assim como assuntos específicos selecionados, baseados em gostos individuais. Capaz de entender e utilizar linguagem escrita e falada baseado em características individuais. |
| TOPIK II       | Nível 4 | 150 pontos               | Capaz de realizar as funções linguísticas necessárias para o uso de instalações públicas e manter relacionamentos sociais coesos. Capaz de realizar trabalho comum limitado. Capaz de entender de forma limitada programas de noticiário e jornais. Capaz de entender assuntos sociais e culturais abstratos, baseado nos entendimentos da cultura coreana e expressões idiomáticas frequentes.                                           |
| TOPIK II       | Nível 5 | 190 pontos               | Capaz de realizar funções linguísticas para a realização de pesquisas e trabalhos em campos profissionais. Capaz de entender e usar expressões relacionadas à aspectos políticos, econômicos, sociais e culturais. Capaz de usar expressões apropriadamente em contextos formais e informais. |
| TOPIK II       | Nível 6 | 230 pontos               | Capaz de realizar todas as funções para pesquisas e trabalhos profissionais de forma concisa e fluente. Capaz de entender e usar expressões relacionadas à aspectos políticos, econômicos, sociais e culturais sem dificuldades Não possui dificuldades para comunicação ou expressão de ideias, porém o nível de proficiência não é o mesmo que o nível de um falante nativo do idioma.                                                  |